# Collonge-Bellerive
Collonge-Bellerive es una comuna suiza del cantón de Ginebra. Está situada en la ribera izquierda del lago Lemán. 

## Geografía
Cabe destacar la Reserva Natural de la Pointe-à-la-Bise. Es una de las más antiguas del cantón, clasificada como tal en 1933 por el Consejo de Estado. La comuna se compone esencialmente de las localidades de Collonge y Vésenaz, así como de las aldeas de Saint Maurice, La Capite, La Pallanterie y Bellerive.
Geográficamente limita al norte con la comuna de Corsier, al este con Meinier y Choulex, al sur con Vandœuvres y Cologny, y al oeste con Bellevue, Genthod y Versoix.